# Saltney

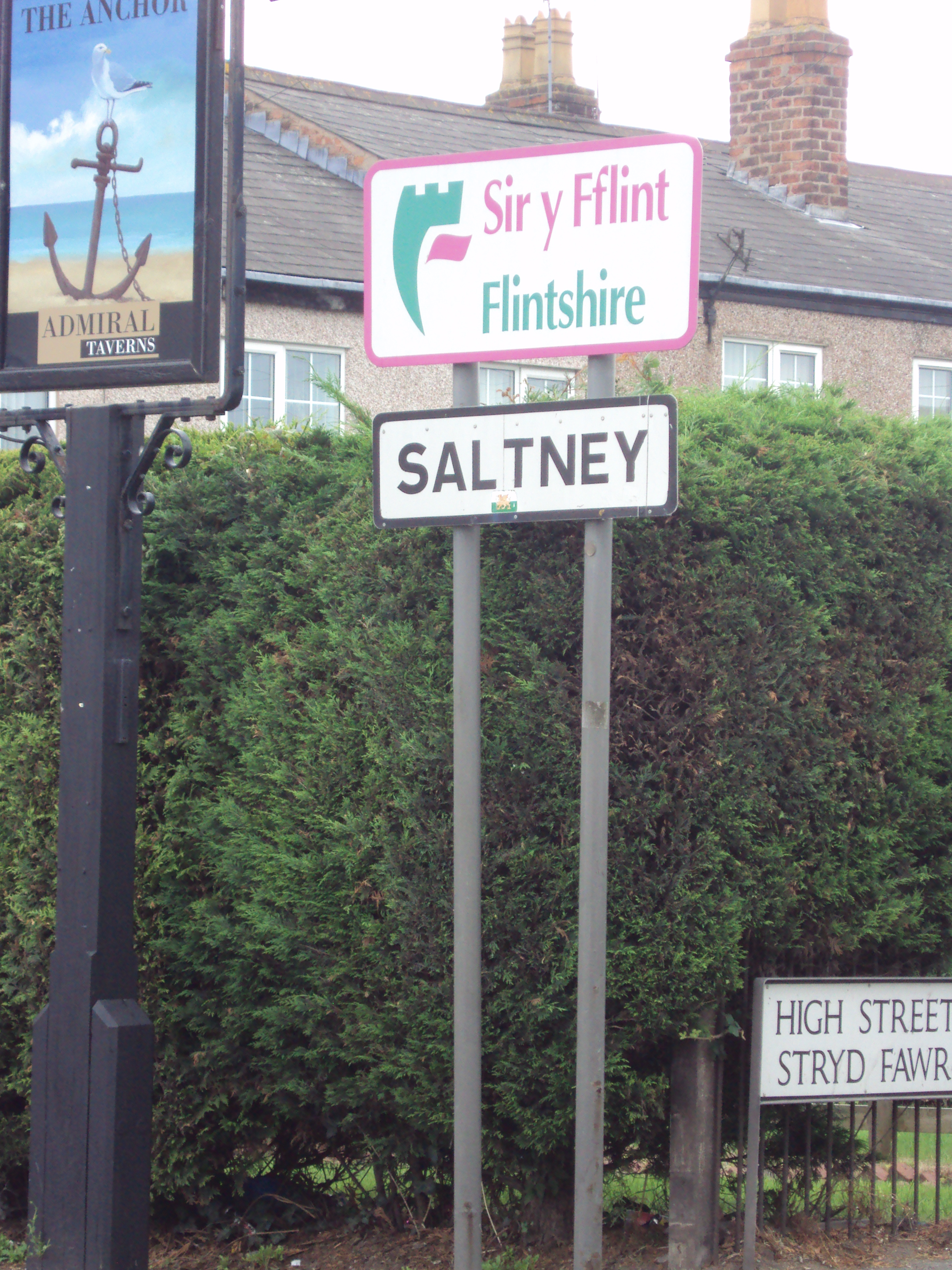
Panneau routier à l'entrée de Saltney

Saltney est une ville du comté de Flintshire (pays de Galles), sur la rivière Dee.
Elle est située près de la frontière avec l'Angleterre, et fait partie de la banlieue de Chester. Le canal de Sir John Glynne y aboutit.
L'essentiel de la croissance de la ville s'est faite au XIXe siècle, pour atteindre une population de 10 000 habitants dans les années 2000.
En fait, la ville de Saltney est divisée entre le pays de Galles et l'Angleterre. La section anglaise de la ville s'est appelée officiellement Higher Saltney, et officieusement "Top Saltney" ; et la section galloise de la ville est connu comme Saltney Town. C'est dans cette ville que la frontière entre l'Angleterre et le pays de Galles uniquement suit une voie urbaine, appelée approprié Boundary Lane. Il n'y a plus de tensions ethniques entre la communauté anglaise et la communauté galloise — si tant est qu'il y en ait jamais eu.